# Guédelon
El castillo de Guédelon es un proyecto de construcción medieval localizada en Treigny, en la región de Borgoña, en Francia.
El objeto del proyecto es construir un castillo utilizando solo técnicas y materiales de la Edad Media como una reproducción de un castillo francés del siglo XIII. Empezado en 1997, está previsto que el castillo esté completado sobre el año 2023.
Para investigar las técnicas requeridas en el pasado para construir este tipo de edificaciones, el proyecto hace uso solo de técnicas, herramientas de la época, incluso los trabajadores visten con ropa simulada de la época. Los materiales, como la madera y la piedra, se obtienen en la medida de lo posible localmente. Jacques Moulin es el arquitecto jefe del proyecto, diseñó el castillo de acuerdo con el modelo arquitectónico desarrollado durante los siglos XII y XIII, en la época de Felipe II de Francia.
La idea surgió en 1995 cuando Nicolas Faucherre, especialista en fortificaciones, y Christian Corvisier, castellólogo, entregaron a Michel Guyot, propietario del castillo de Saint-Fargeau, las conclusiones de un estudio titulado: "Revelaciones de un castillo engullido". En él se revelaba que bajo el chateau de ladrillo rojo existía un castillo medieval, incluía un dibujo de su aspecto original y concluía que sería apasionante reconstruir ese castillo de Saint-Fargeau. Michel Guyot reunió a un pequeño equipo y se lanzó a hacer realidad ese proyecto. El emplazamiento fue escogido sobre la base de que había materiales de construcción disponibles alrededor: una antigua cantera abandonada cerca, en un ancho bosque, con un estanque cerca.
El proyecto emplea a 70 personas, de las cuales alrededor de 40 trabajan directamente en la construcción del castillo y es a día de hoy un destino turístico con más de 300.000 visitas cada año.

## Concepto
La idea original de construir un castillo del siglo XIII desde cero le vino a Michel Guyot mientras restauraba su propiedad en Saint-Fargeau. La idea maduró y se convirtió en un proyecto complejo a la par que se aclaraban sus objetivos:
- Turismo: El sitio dónde se está construyendo el castillo puede ser visitado. Se organizan visitas diarias y además el recinto cuenta con un restaurante medieval para los visitantes. El sitio a día de hoy se trata de una gran atracción turística, de hecho es la mayor de todo el departamento de Yonne, con más de 300.000 visitantes en 2010.
- Educación: El proyecto está abierto y adaptado para recoger grupos y excursiones de colegios. Los visitantes aprenden sobre las condiciones de trabajo en la Edad Media y las diferentes profesiones de la época.
- Ciencia y conocimiento: El equipo del proyecto usa y prueba el conocimiento sobre técnicas de construcción medieval de científicos e historiadores.
- Humano: En esta área rural descuidada, el proyecto ha creado decenas de puestos de trabajo y ha atraído a unos 200 voluntarios.
- Social: El sitio emplea a jóvenes que hacen frente a dificultades, iniciándolos en el trabajo profesional. Además, pueden recibir certificaciones profesionales de cantero.
- Monumento: El proyecto puede ser visto como un gran monumento que ofrece el sueño de traer al presente el pasado medieval.

## Imágenes de la construcción

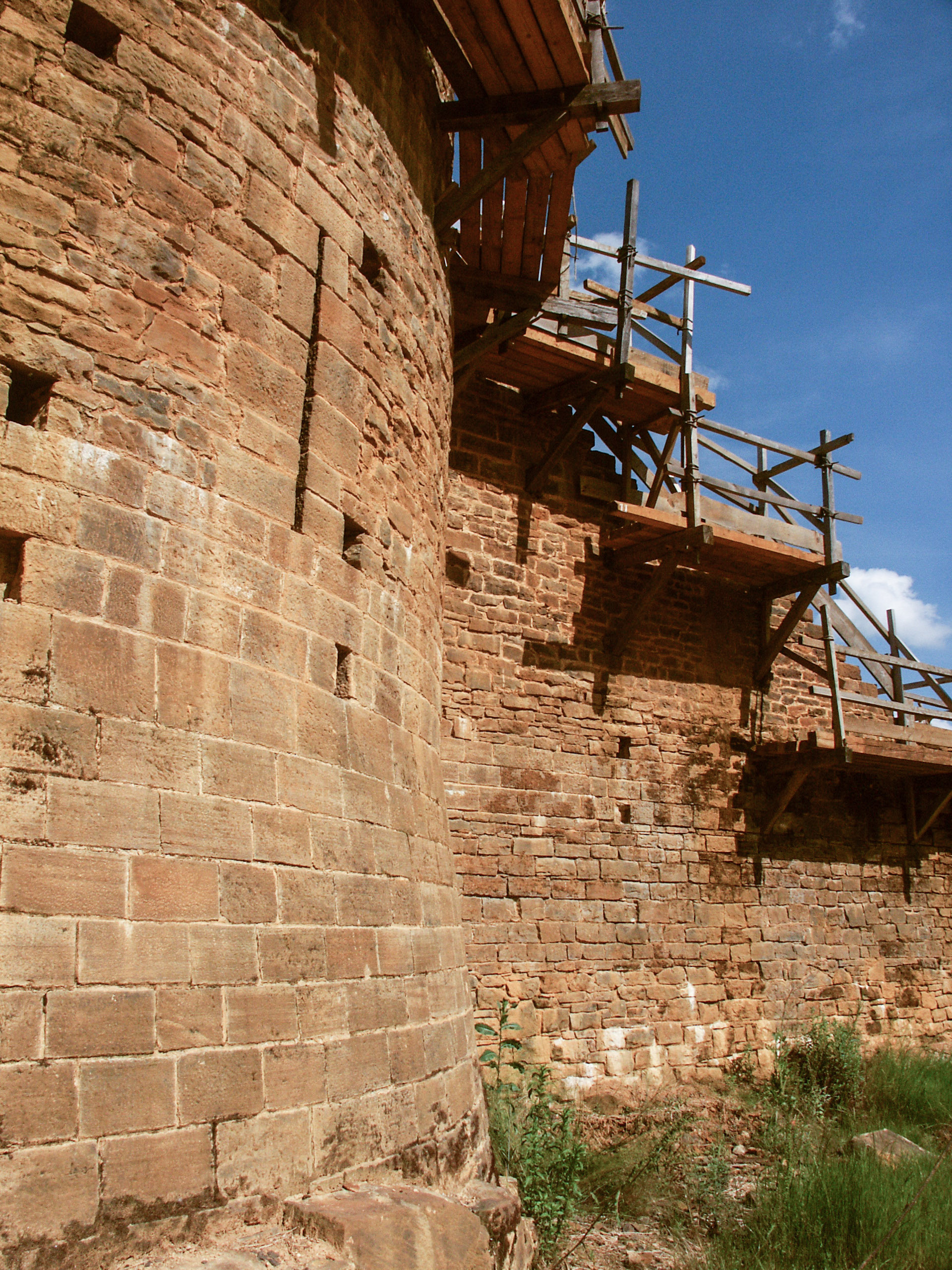
Castillo de Guédelon en junio de 2004
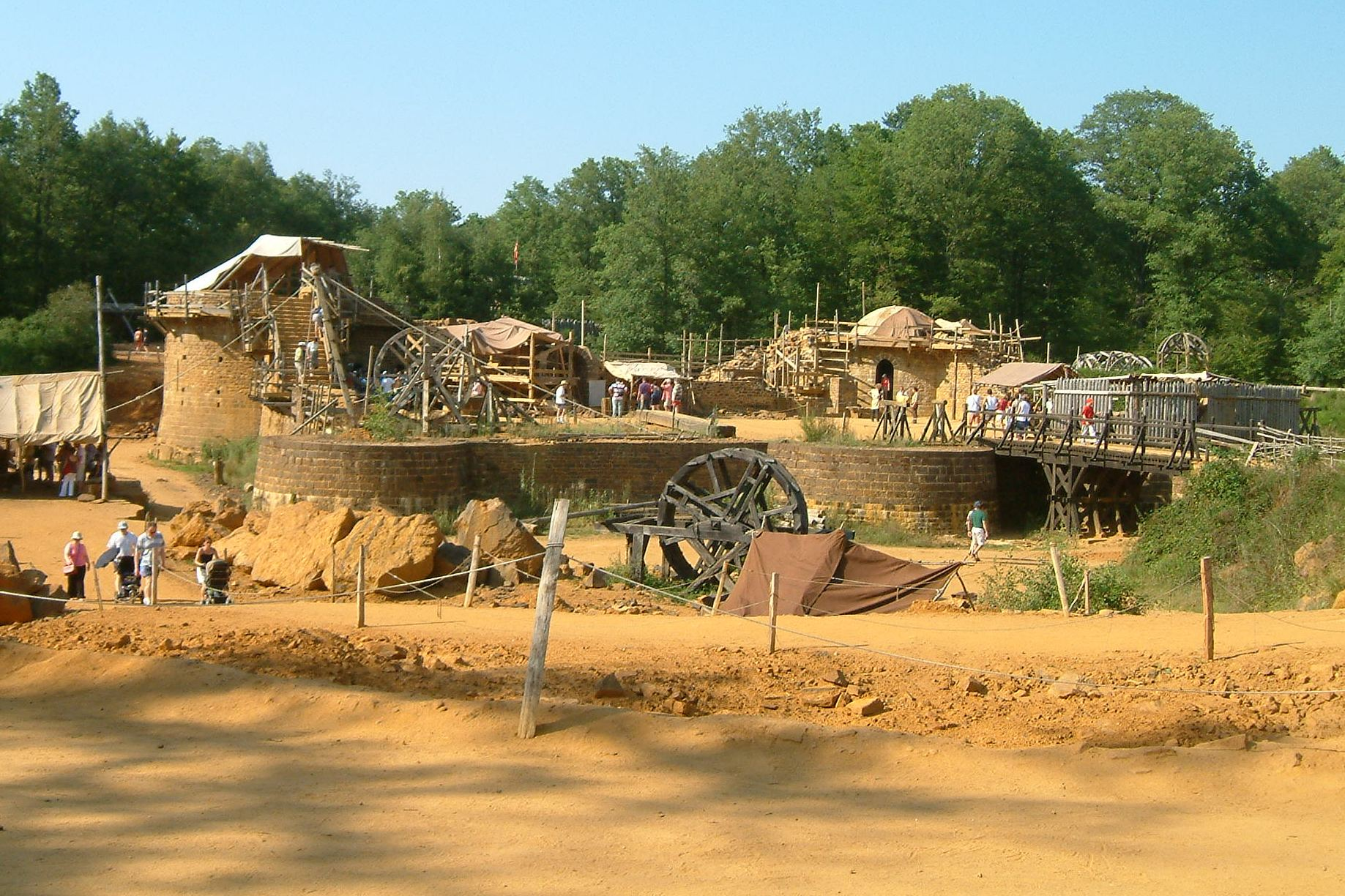
2005
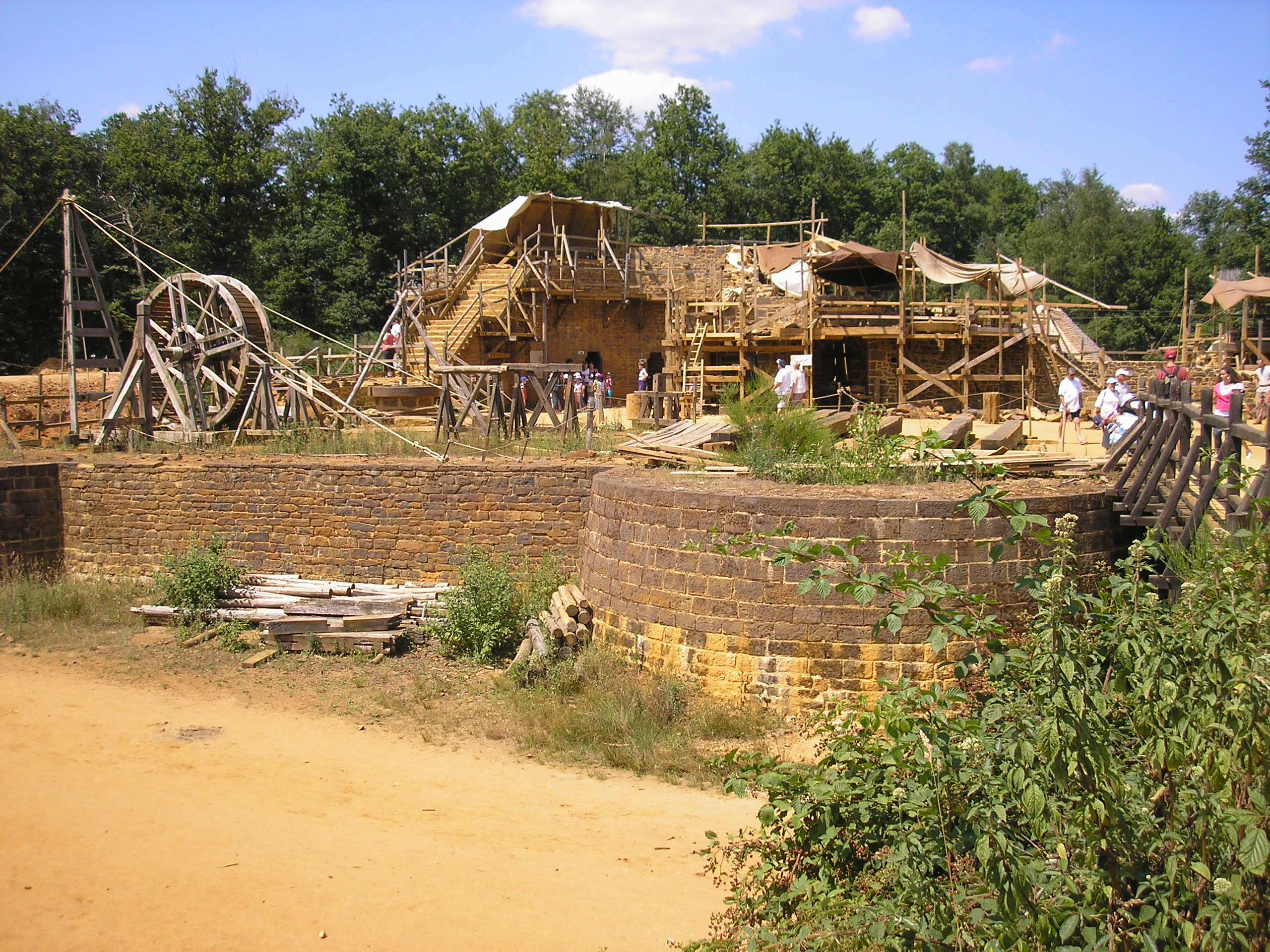
2006
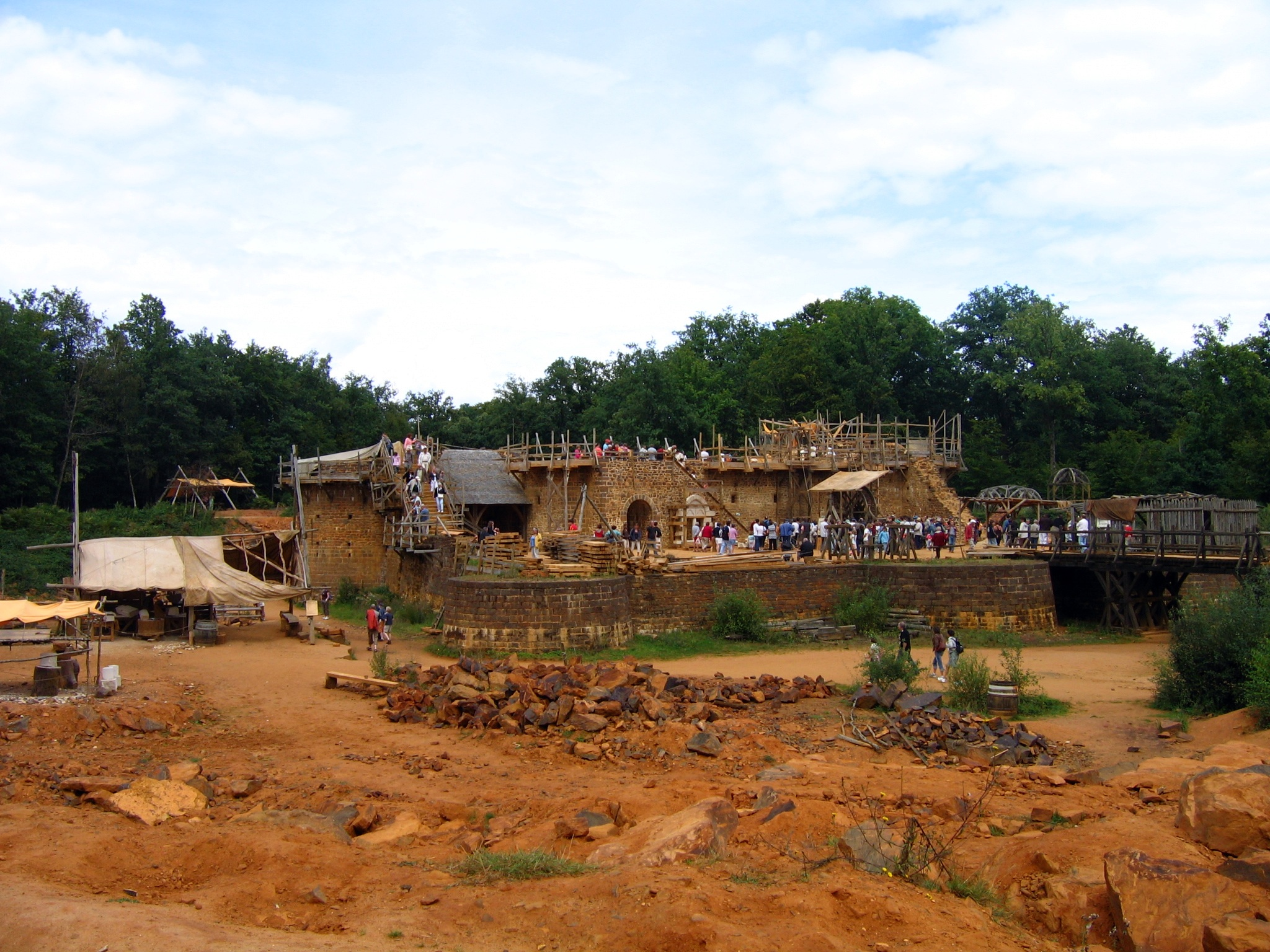
2007
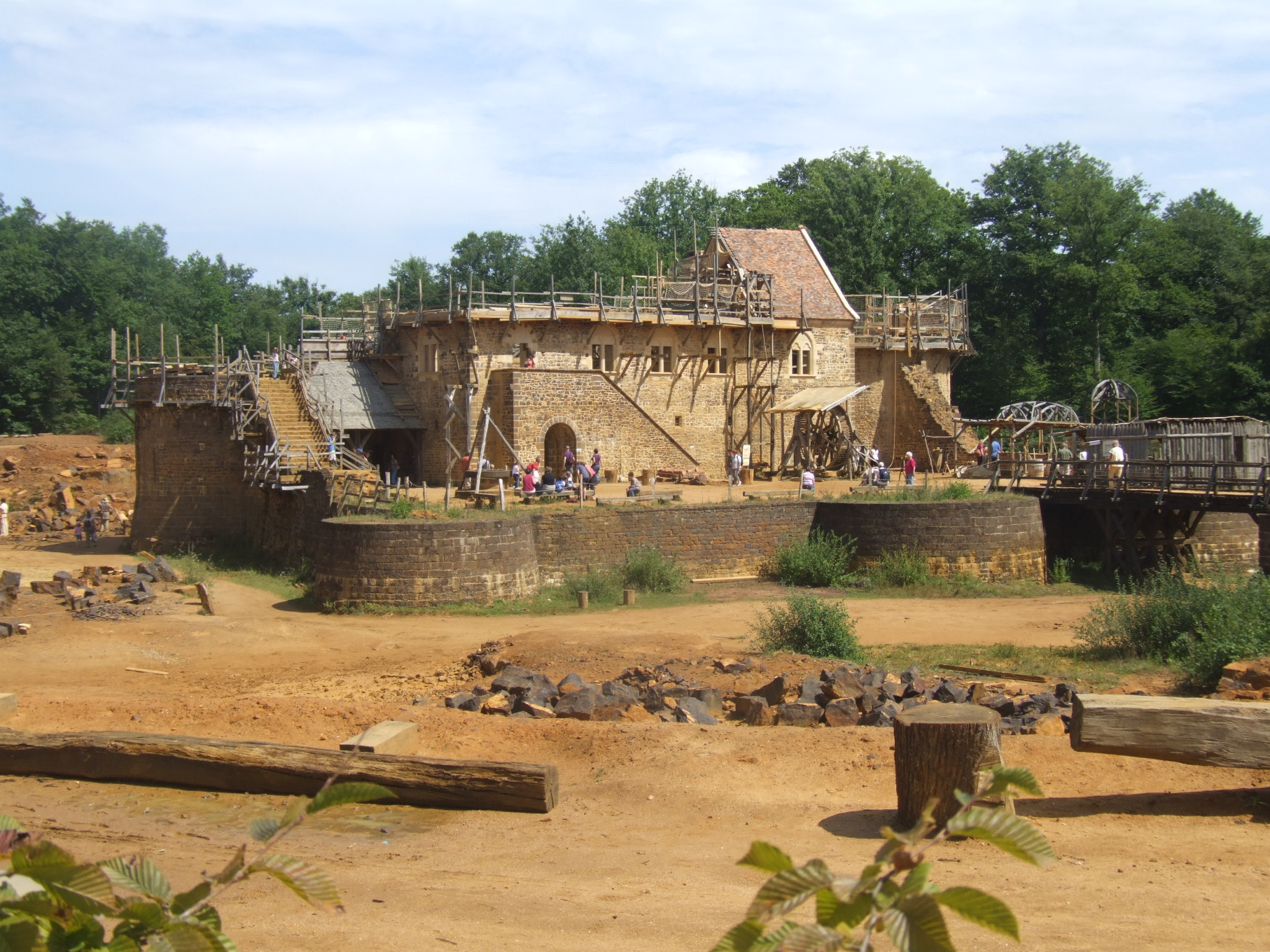
2009
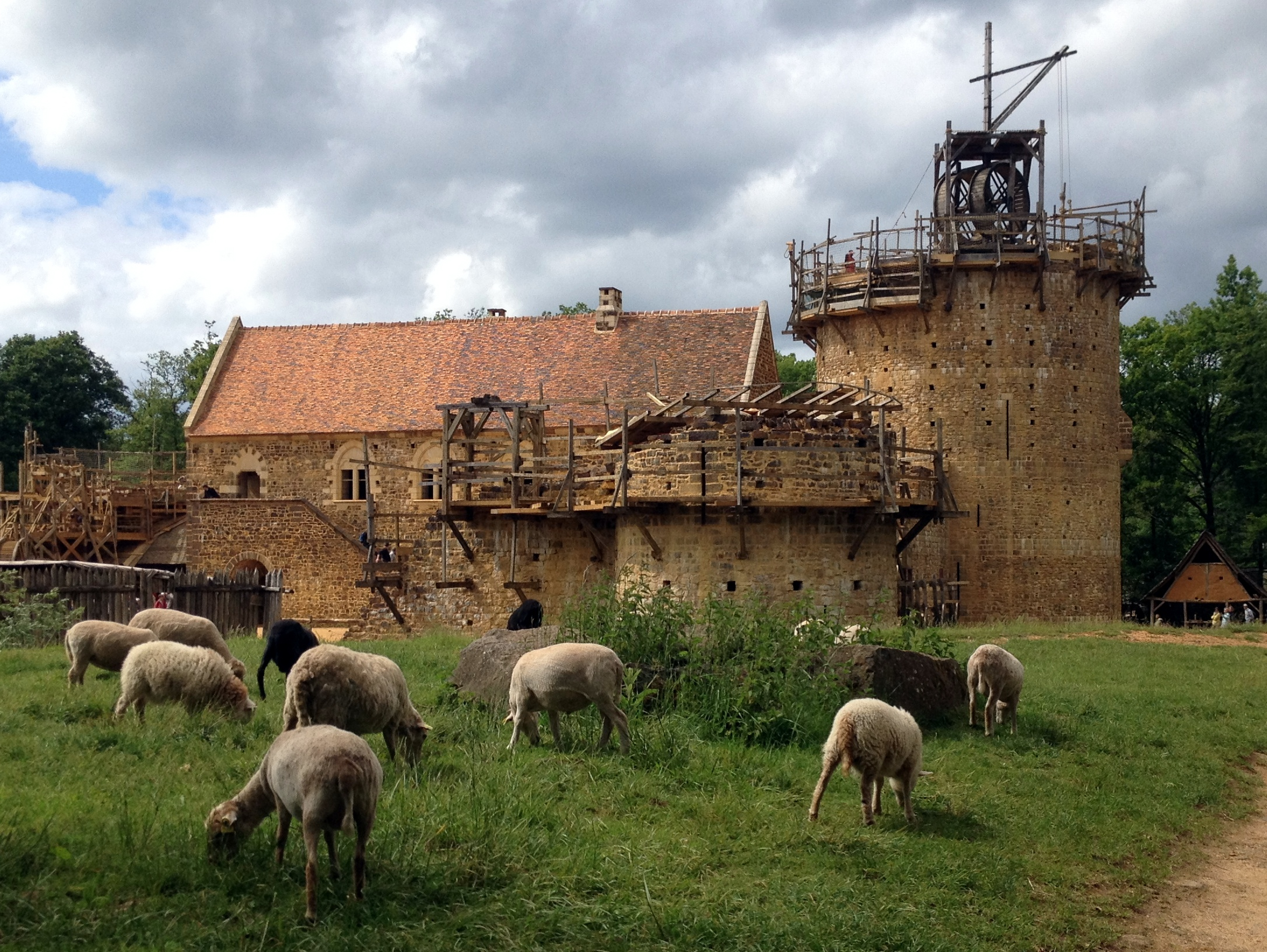
2014
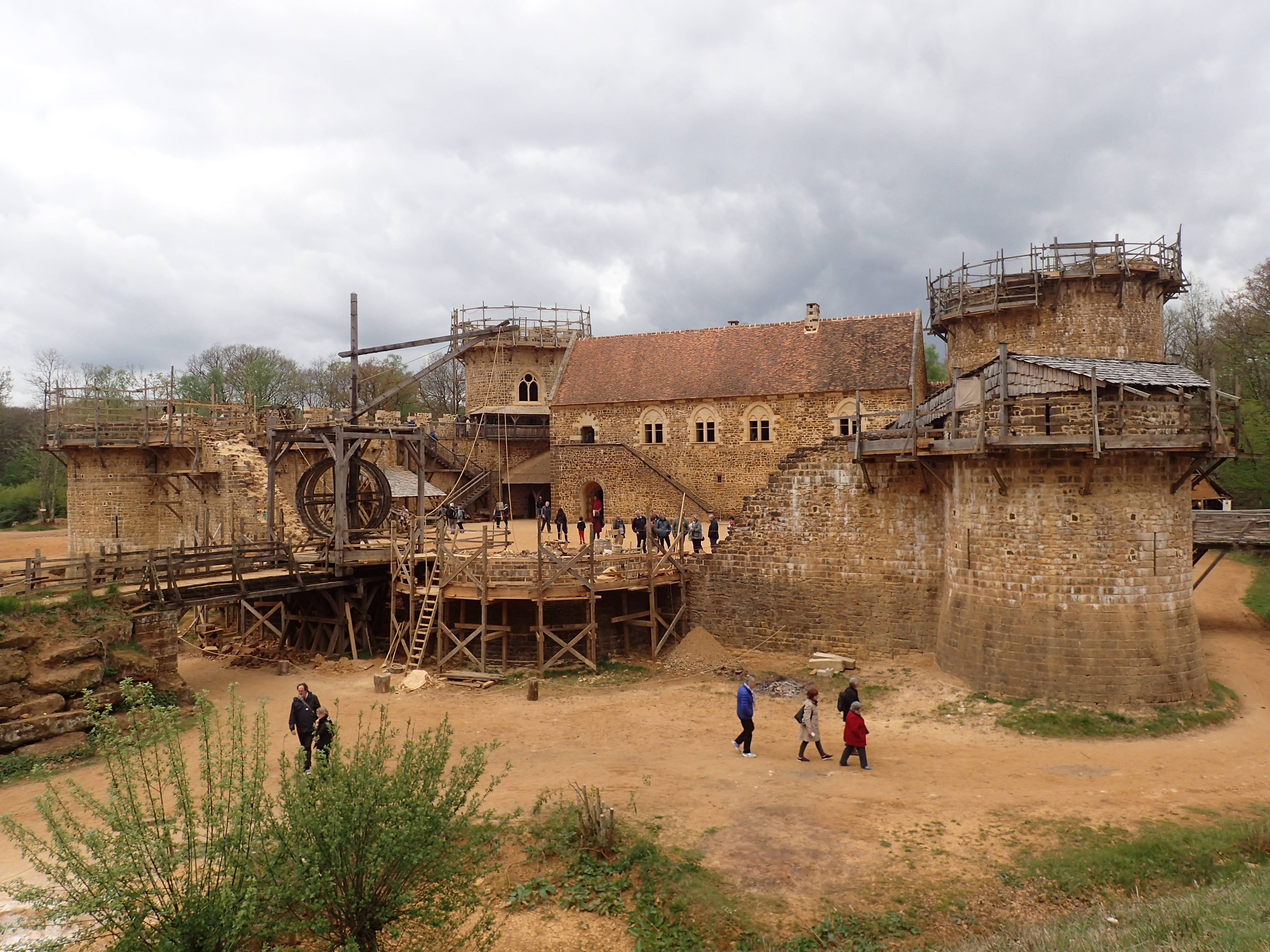
2017
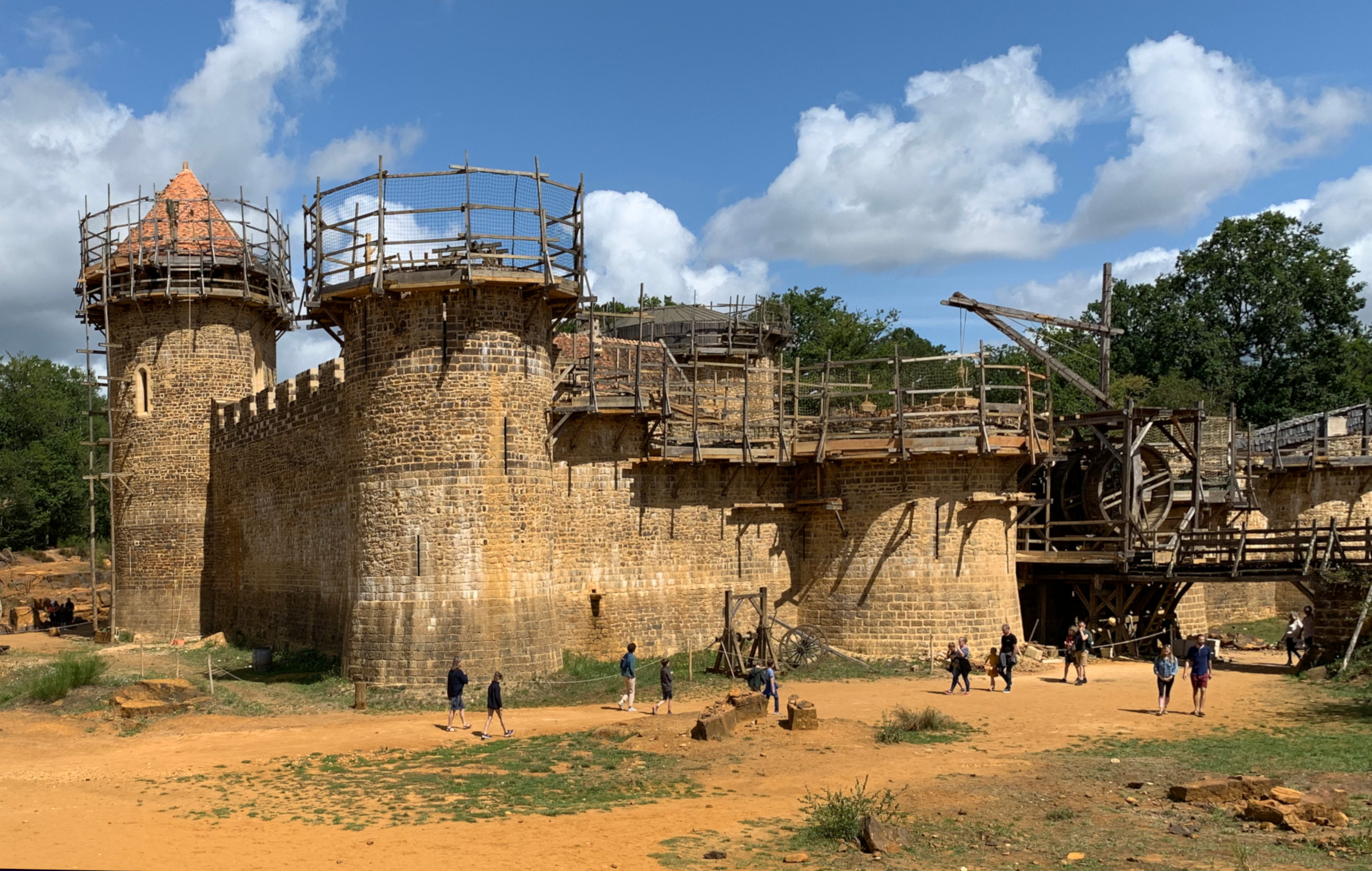
2019